# Wsewolod Jewgenjewitsch Timonow

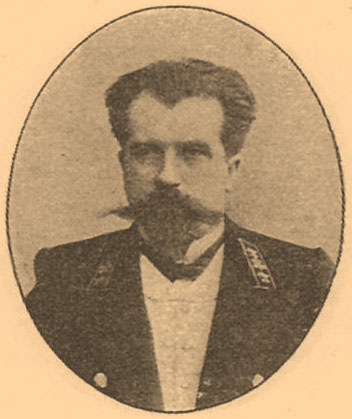
Wsewolod Jewgenjewitsch Timonow

Wsewolod Jewgenjewitsch Timonow (russisch Всеволод Евгеньевич Тимонов; * 9. Augustjul. / 21. August 1862greg. in Odessa; † 19. Juli 1936 in Leningrad) war ein russischer bzw. sowjetischer Wasserbauingenieur, Hydrologe und Hochschullehrer.

## Leben
Nach dem Besuch der Realschule in Odessa studierte Timonow an der École nationale des ponts et chaussées in Paris mit Abschluss 1883 und dann am St. Petersburger Institut für Verkehrsingenieure mit Abschluss 1886 mit Goldmedaille.
Darauf trat Timonow in den Dienst des Verkehrsministeriums und arbeitete in der Kommission für den Ausbau der Handelshäfen. Er leitete die ersten Arbeiten für den Bau von massiven Stein-Molen an der Ostsee (1887). Er untersuchte die Mündungen von Dnepr, Don und Wolga (1890) und wählte die Flussarme für Verbesserungen der Schiffbarkeit aus. Er erstellte ein Projekt für Verbesserungen in dem Dnepr-Abschnitt mit den Stromschnellen und führte dazu Experimente an einer der Stromschnellen durch (1894). Er untersuchte die Pazifik-Küste für die Bestimmung eines Ortes für einen Hafen als Endpunkt der Transsibirischen Eisenbahn. Er untersuchte die Flüsse in der Amur-Region und entwickelte Maßnahmen für Verbesserungen (1895).
Von 1899 bis 1907 war Timonow Chef des St. Petersburger Bezirks des Verkehrsingenieur-Korps. Er leitete den Bau von Brücken in Nowgorod und Twer und von Leuchttürmen im Ladogasee. Er entwickelte ein Projekt für den Bau eines Tiefwasser-Weißmeer-Ostsee-Kanals mit Seehäfen am Ladogasee und Onegasee, das auf der Weltausstellung Paris 1900 eine Goldmedaille erhielt.
Daneben lehrte Timonow ab 1899 am St. Petersburger/Petrograder/Leningrader Institut für Verkehrsingenieure, das zeitweise das Institut für Wasser- und Eisenbahntransport war, bis zu seinem Tode. Er wurde zum Doktor der technischen Wissenschaften promoviert und zum Professor ernannt. Er schrieb Artikel auch für den Brockhaus-Efron.
Von 1909 bis zur Oktoberrevolution leitete Timonow die Abteilung für Statistik und Kartografie des Verkehrsministeriums. Nach der Oktoberrevolution arbeitete er im Höchsten Technischen Komitee des Volkskommissariats für Verkehr.
Timonows Sohn war der Hydrologe Wsewolod Wsewolodowitsch Timonow (1901–1969).
Timonow starb am 19. Juli 1936 in Leningrad und wurde auf dem Wolkowo-Friedhof an den „Literatenbrücken“ begraben.